# Batalla de Hořice

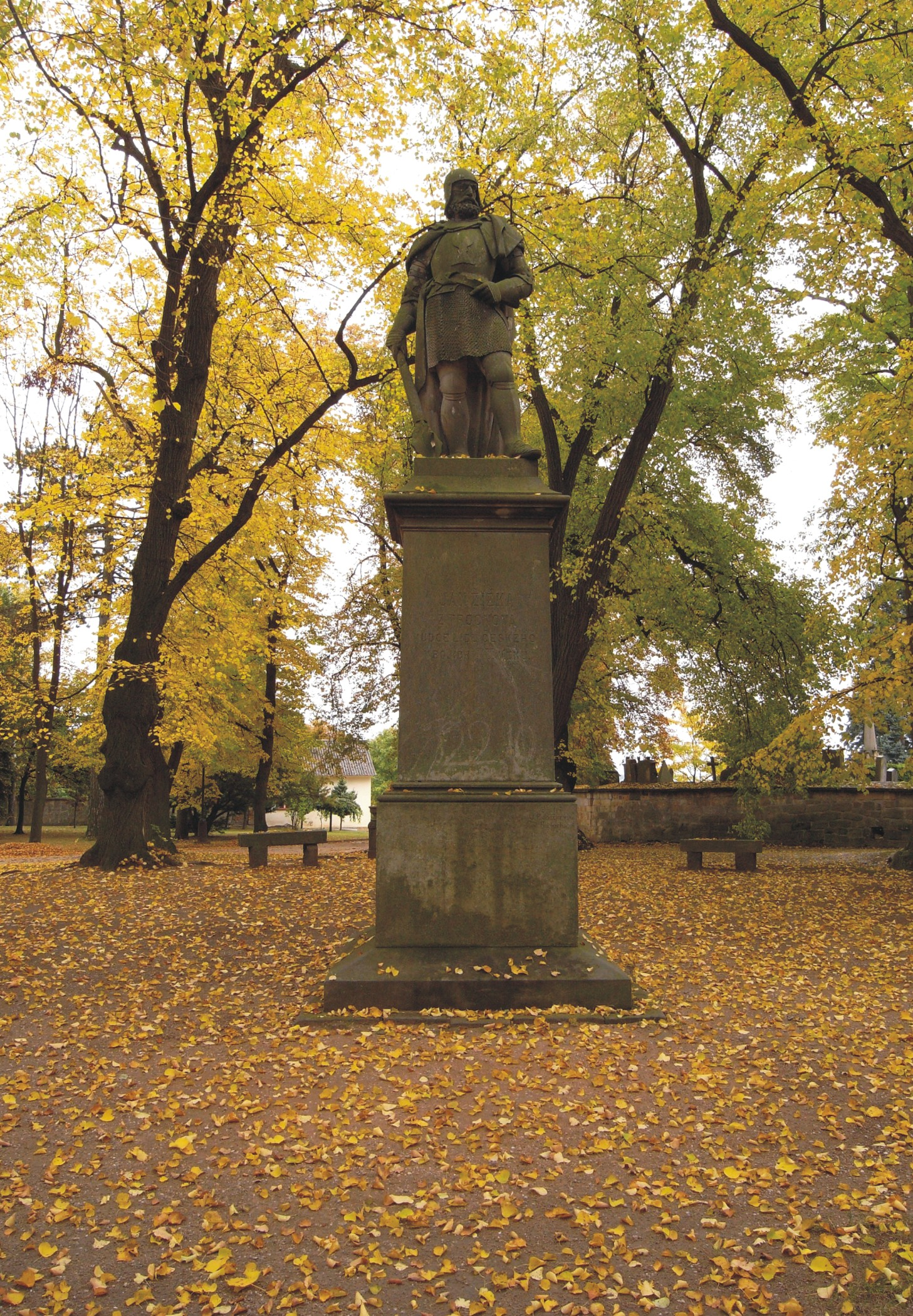
se inauguró el 14 de julio de 1950 en la colina de Vítkov, en el aniversario de la batalla (1420) que tuvo lugar en estos mismos lugares, en la que los husitas liderados por Jan Žižka vencieron a un ejército cruzado.

La batalla de Hořice (en checo: Bitva u Hořic, en alemán: Schlacht bei Horschitz) se libró en abril de 1423 en el marco de las guerras husitas. Las tropas husitas acaudilladas por Jan Žižka y Divis Borek vencieron al ejército de una alianza católica al mando de Vicente de Wartenberg, que contaba con refuerzo de mercenarios.
Žižka y sus tropas se habían atrincherado cerca de Hořice, sobre la colina Gotardo de 353 m de altura para que el enemigo, bien pertrechado, tuviera que descabalgar y continuar avanzando a pie. Cuando los extenuados mercenarios de la alianza católica llegaron finalmente al Wagenburg (fortaleza formada por carros de guerra) de los husitas, se entabló un enconado combate que duró tres horas y que no aportó ventaja clara alguna a ninguno de los bandos. Los mercenarios, armados hasta los dientes, terminaron cansándose y dieron media vuelta. Cuando se retiraban, se les echó encima la caballería ligera y la infantería husita, que vencieron definitivamente.
La fecha exacta de la batalla es controvertida, el 20, 23 o 27 de abril, según las fuentes. En los libros de historia actuales figura el 20 de abril de 1423.